# Tim Hecker (piragüista)
Tim Hecker (Berlín, 28 de septiembre de 1997) es un deportista alemán que compite en piragüismo en la modalidad de aguas tranquilas.
Participó en los Juegos Olímpicos de Tokio 2020, obteniendo una medalla de bronce en la prueba de C2 1000 m.
Ganó tres medallas en el Campeonato Mundial de Piragüismo entre los años 2019 y 2023, y cuatro medallas en el Campeonato Europeo de Piragüismo, en los años 2021 y 2022.

## Palmarés internacional
| Juegos Olímpicos   | Juegos Olímpicos     | Juegos Olímpicos  | Juegos Olímpicos |
| Año                | Lugar                | Medalla           | Competición      |
| ------------------ | -------------------- | ----------------- | ---------------- |
| 2020               | Tokio (Japón)        | Medalla de bronce | C2 1000 m        |
| Campeonato Mundial |                      |                   |                  |
| Año                | Lugar                | Medalla           | Competición      |
| 2019               | Szeged (Hungría)     | Medalla de plata  | C4 500 m         |
| 2022               | Halifax (Canadá)     | Medalla de oro    | C2 1000 m        |
| 2023               | Duisburgo (Alemania) | Medalla de oro    | C2 500 m         |
| Campeonato Europeo |                      |                   |                  |
| Año                | Lugar                | Medalla           | Competición      |
| 2021               | Poznań (Polonia)     | Medalla de oro    | C2 1000 m        |
| 2021               | Poznań (Polonia)     | Medalla de plata  | C2 500 m         |
| 2022               | Múnich (Alemania)    | Medalla de oro    | C2 1000 m        |
| 2022               | Múnich (Alemania)    | Medalla de bronce | C2 500 m         |